# Zaretis
Genre

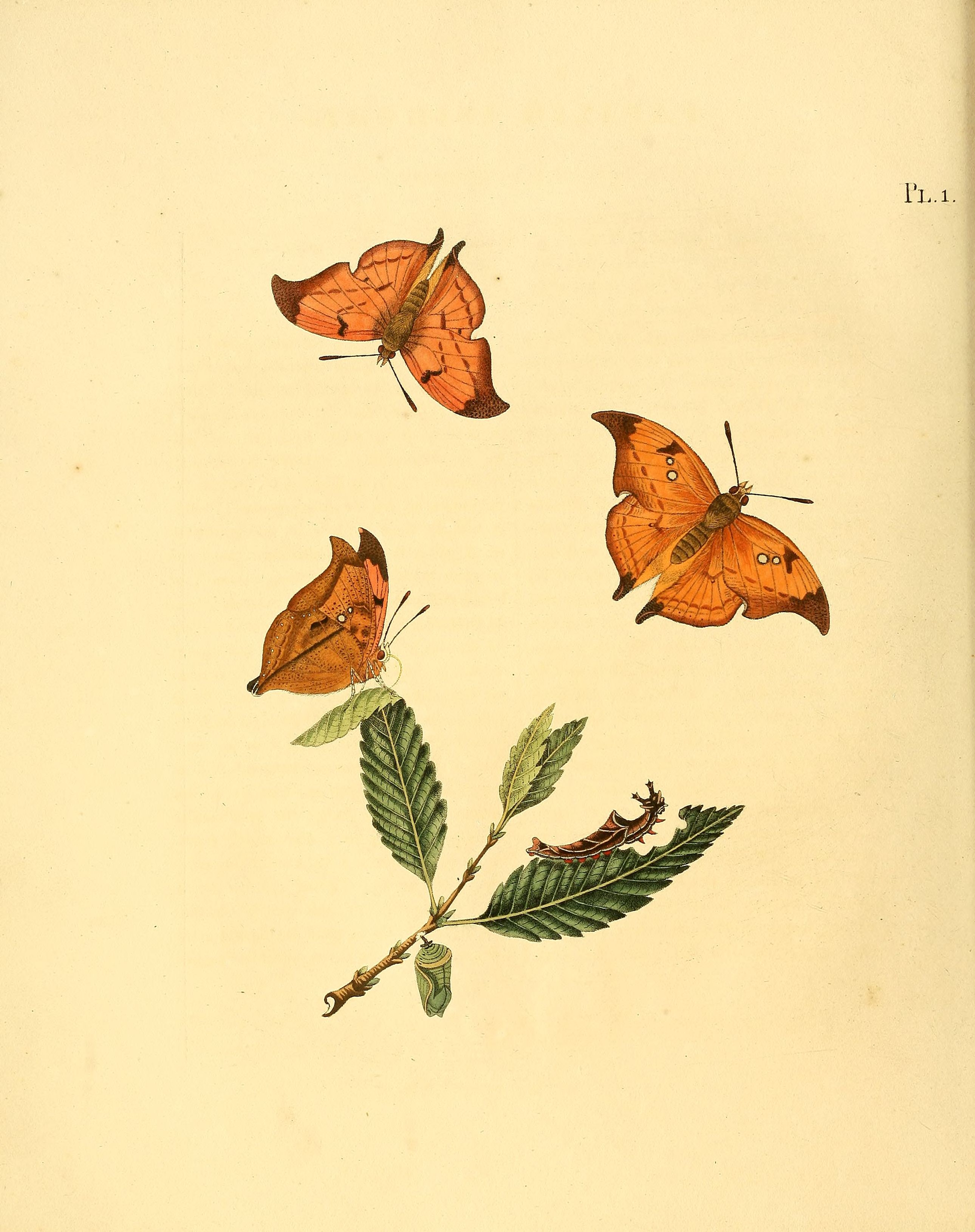
planche de Jan Sepp

Le genre Zaretis regroupe des lépidoptères appartenant à la famille des Nymphalidae et à la sous-famille des Charaxinae.

## Dénomination
- Le genre Zaretis a été décrit par l'entomologiste allemand Jakob Hübner en 1819 [1].
- L'espèce type pour le genre est  Zaretis isidora (Cramer, 1779)

## Taxinomie
Liste des espèces 
- Zaretis callidryas (R. Felder, 1869)
- Zaretis ellops (Ménétriés, 1855)
- Zaretis isidora (Cramer, 1779) espèce type pour le genre
- Zaretis itys (Cramer, 1777)
- Zaretis syene (Hewitson, 1856)
- Zaretis sp. ou Zaretis violacea Salazar & Constantino, 2001;

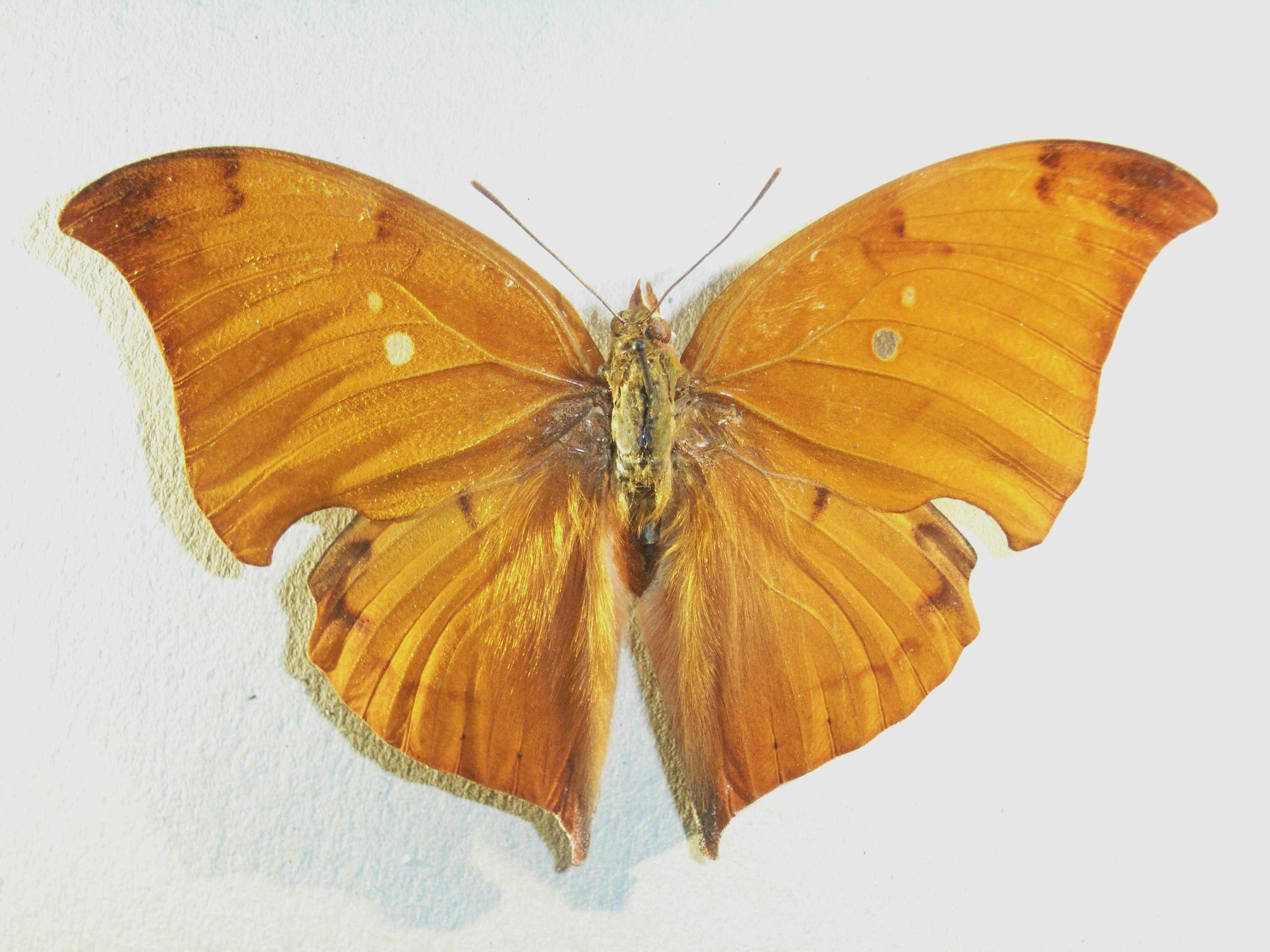
Zaretis isidora
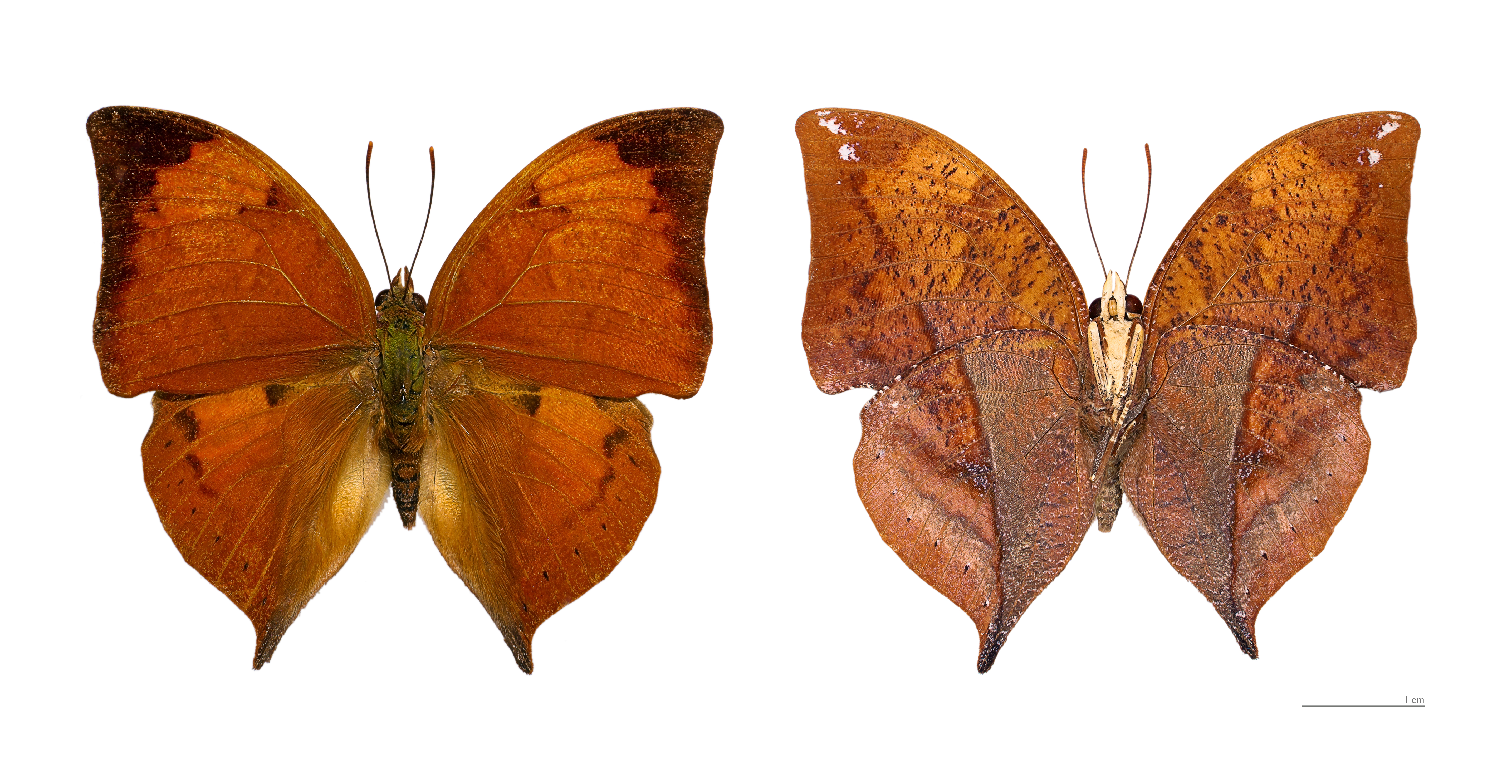
Zaretis itys - MHNT

## Répartition
Ce genre est présent uniquement en Amérique.